# Cyathea basirotundata
Cyathea basirotundata là một loài dương xỉ trong họ Cyatheaceae. Loài này được Rakotondr. & Janssen mô tả khoa học đầu tiên năm 2008.
Danh pháp khoa học của loài này chưa được làm sáng tỏ. 